# The Last Warning
The Last Warning är det femte studioalbumet till det spanska progressiva death metal-bandet Soulitude (ett soloprojekt av musikern Ignacio "Jevo" Garamendi från bland annat bandet Valhalla). Albumet släpptes 2016 av det japanska skivbolaget Red Rivet Records.

## Låtlista
1. "Welcome" – 4:36
2. "Toxic Man" – 5:29
3. "We Rise" – 4:43
4. "Time and Again" – 5:01
5. "The Last Warning" – 4:23
6. "Nowhere to Hide" – 6:02
7. "Unholy War" – 5:13
8. "Tears in the Ocean" – 7:01
9. "Countdown to the End of the World" – 5:07
10. "Pompeii" – 14:22

## Medverkande
Musiker (Soulitude-medlemmar)
- Jevo (Ignacio Garamendi) – gitarr, basgitarr, trumprogrammering

Bidragande musiker
- Lorenzo Mutiozabal, Ian Mason, Torro, John Yelland, Mikel Ibarrondo, Dave Brown – sång
- Borja Mintegiaga – sologitarr (spår 1)
- Dann Hoyos – sologitarr (spår 2)
- Victor Blanco, Hugo Markaida – sologitarr (spår 3)
- Pedro "Aittitte" Hermosilla – sologitarr (spår 4)
- Ismael Retana – sologitarr (spår 5)
- Ekaitz Garmendia – sologitarr (spår 6)
- Aitor Antruejo – sologitarr (spår 7)
- Fonso Serrano, Javi Martin – sologitarr (spår 8)
- Pedro J. Monge – sologitarr (spår 9)
- Fernando Salmerón – sologitarr (spår 10)

Produktion
- Jevo – producent
- Carlos Alvarez – producent, ljudtekniker
- Max Morton – ljudmix, mastering
- Xabier Amezaga – omslagskonst